# Fort Yates

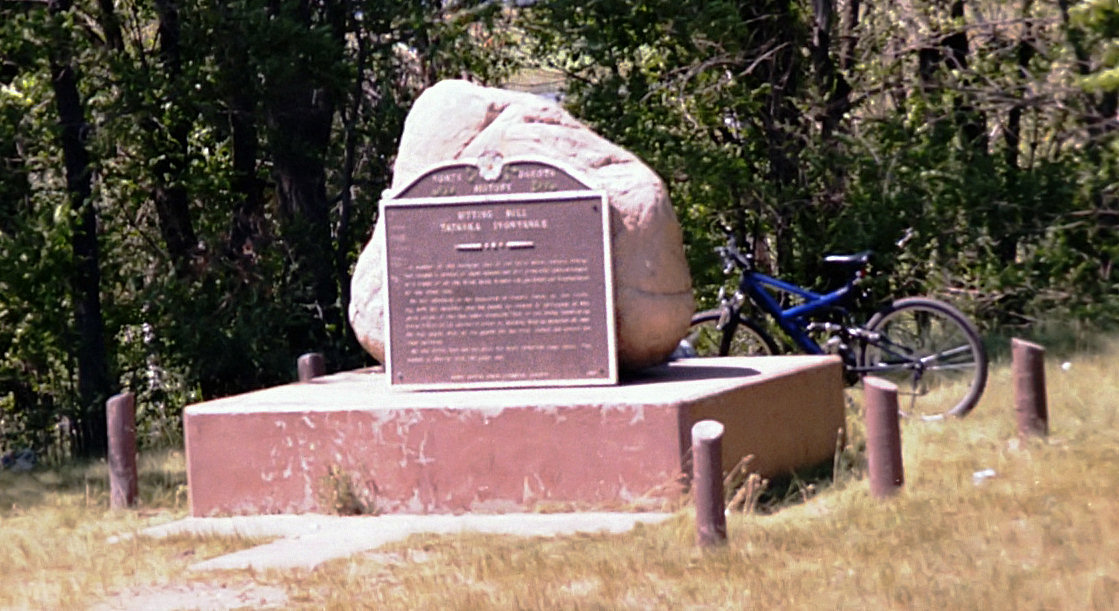
Gedenkstätte für Sitting Bull

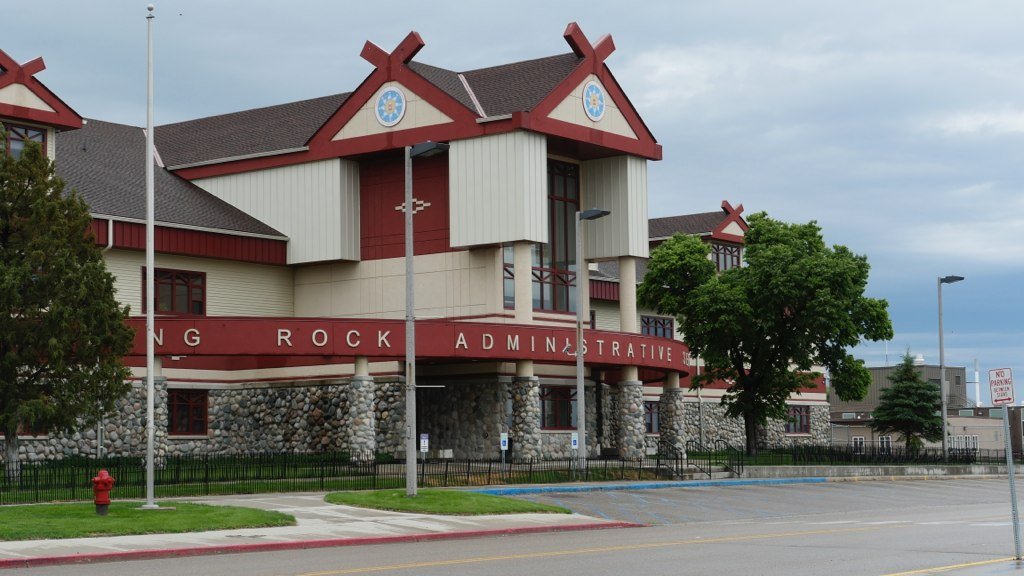
Verwaltung der Reservation in Fort Yates

Fort Yates ist eine Gemeinde im Sioux County im US-Bundesstaat North Dakota. Fort Yates liegt direkt am Missouri River auf einer Insel im Oahe-Stausee, die mit einem Damm mit dem Festland verbunden ist. 
Fort Yates ist Sitz der Stammesregierung (Tribal Council) von Standing Rock, und der Verwaltungssitz von Sioux County. Das Bureau of Indian Affairs betreibt eine Agentur in Fort Yates, die Standing Rock Agency. Fort Yates wurde zu Ehren von George Yates benannt, einem Offizier des 7. US-Kavallerie-Regiments, der während der Schlacht am Little Bighorn getötet wurde. Das Sitting Bull College hat einen Standort in Fort Yates. In der Nähe von Fort Yates befindet sich das Prairie Knights Casino and Resort, welches von der Stammesregierung von Standing Rock betrieben wird.

## Geschichte
Ursprünglich soll sich auf dem Gebiet nördlich des heutigen Fort Yates eine alte Siedlung der Cheyenne, bestehend aus Erdhäusern, befunden haben. Nach William Clark und John Ordway war die Siedlung bei ihrer Ankunft seit langer Zeit verlassen. Sie nannten die aufgegebene Siedlung Old Village Cheyen. Auch George Grinnell erwähnte eine Siedlung, die vor 1780, also noch vor einer großen Windpockenepidemie aufgegeben wurde. George Grinnell beruft sich auf Erzählungen der Teton Lakota.
Fort Yates wurde 1863 als Militärstützpunkt zur Überwachung der dort lebenden Siouxstämme als Standing Rock Cantonment gegründet. 1873 wurde die Grand River Agentur des BIA neben dem Fort errichtet. Diese war bereits 1868 nach dem Vertrag von Fort Laremie gegründet worden, zog aber 1873 in das Gebiet des heutigen Fort Yates, da sich der Ort aufgrund der Nähe zum Missouri River besser eignete. Am 22. Dezember 1874 wurde die Grand River Agentur in Standing Rock Agentur umbenannt. 1878 wurden das Fort und die Siedlung zu Ehren von George Yates in „Fort Yates“ umbenannt. 1881 wurde der Indianeragent James McLaughlin nach Fort Yates versetzt und mit der Führung der Agentur betraut. In seine Zeit als Agent fiel die Geistertanzbewegung und die Ermordung von Sitting Bull, welche zum Massaker von Wounded Knee führte. Ursprünglich wurde Sitting Bull in Fort Yates begraben, bevor sein Grab 1953 in seinen Geburtsort nach Mobridge in South Dakota verlegt wurde. Anstelle des Grabes befindet sich heute eine Gedenkstätte an diesem Ort. 1903 wurde das Militärlager aufgegeben und die stationierten Truppen nach Fort McKeen verlegt. 1973 wurde in Fort Yates das Standing Rock Community College gegründet, eine von 34 Bildungsstätten, die von Indianerregierungen kontrolliert werden. 1996 wurde das College in Sitting Bull College umbenannt, um den großen Häuptling zu ehren.